# Директор Центральной разведки
Должность Директора Центральной разведки (англ. Director of Central Intelligence, DCI) была учреждена президентом США Гарри Трумэном 23 января 1946 года, первым Директором был назначен адмирал Сидни Соерс.
Хотя должность была учреждена до образования Центрального разведывательного управления и включала дополнительные обязанности, до апреля 2005 года Директор Центральной разведки по Закону о национальной безопасности от 26 июля 1947 года де-факто занимал пост руководителя ЦРУ, поэтому и был в основном известен как «Директор ЦРУ».
С 1981 года директор Центральной разведки координировал разведывательную деятельность между различными спецслужбами, министерствами и агентствами Соединенных Штатов, занимающимися сбором разведывательной информации и в совокупности называемыми Разведывательным сообществом США.
После террористических атак 11 сентября 2001 года на Соединенные Штаты и последующего расследования Комиссией 9/11, в рамках реорганизации Разведывательного сообщества был принят Закон о реформировании разведки и предотвращении терроризма 2004 года. 21 апреля 2005 года была учреждена должность Директора Национальной разведки, в компетенцию которого были отнесены обязанности по координации действий Разведывательного сообщества, обязанности советника Президента США по вопросам разведки и советника по разведке в Совете национальной безопасности, ранее исполнявшиеся Директором Центральной разведки; последняя позиция прекратила своё существование.
Также была создана отдельная должность Директора ЦРУ, который занимается исключительно вопросами деятельности Центрального разведывательного управления.
Последним, 19-м Директором Центральной разведки, а также первым директором ЦРУ стал Портер Джонстон Госс.

## Список Директоров Центральной разведки в хронологическом порядке
| Директор                                                                                             | Начало полномочий     | Окончание полномочий |
| --- | --------------------- | -------------------- |
| Сидни Соерс                                                                                          | 23 января 1946 года   | 10 июня 1946 года    |
| Хойт Сенфорд Ванденберг                                                                              | 10 июня 1946 года     | 1 мая 1947 года      |
| Роскоу Г. Хилленкоттер                                                                               | 1 мая 1947 года       | 7 октября 1950 года  |
| Уолтер Бэделл Смит                                                                                   | 7 октября 1950 года   | 9 февраля 1953 года  |
| Аллен У. Даллес                                                                                      | 9 февраля 1953 года   | 29 ноября 1961 года  |
| Джон А. Маккоун                                                                                      | 29 ноября 1961 года   | 28 апреля 1965 года  |
| Уильям Ф. Раборн                                                                                     | 28 апреля 1965 года   | 30 июня 1966 года    |
| Ричард М. Хелмс                                                                                      | 30 июня 1966 года     | 2 февраля 1973 года  |
| Джеймс Р. Шлезингер                                                                                  | 2 февраля 1973 года   | 2 июля 1973 года     |
| Уильям E. Колби                                                                                      | 4 сентября 1973 года  | 30 января 1976 года  |
| Джордж Г. У. Буш                                                                                     | 30 января 1976 года   | 20 января 1977 года  |
| Стэнсфилд М. Тёрнер                                                                                  | 9 марта 1977 года     | 20 января 1981 года  |
| Уильям Дж. Кейси                                                                                     | 28 января 1981 года   | 29 января 1987 года  |
| Уильям Х. Уэбстер                                                                                    | 26 мая 1987 года      | 31 августа 1991 года |
| Роберт М. Гейтс                                                                                      | 6 ноября 1991 года    | 20 января 1993 года  |
| Роберт Дж. Вулси                                                                                     | 5 февраля 1993 года   | 10 января 1995 года  |
| Джон М. Дейч                                                                                         | 10 мая 1995 года      | 15 декабря 1996 года |
| Джордж Тенет                                                                                         | 11 июля 1997 года     | 11 июля 2004 года    |
| Портер Дж. Госс                                                                                      | 24 сентября 2004 года | 21 апреля 2005 года  |
| Реорганизована: Директор Центрального разведывательного управления и Директор Национальной разведки. |                       |                      |